# 幹部候補生 (日本軍)
日本陸軍における幹部候補生（かんぶこうほせい）とは、中等教育以上の学歴がある志願者の中から選抜され、比較的短期間で兵科または各部の予備役将校、あるいは兵科または各部の予備役下士官になるよう教育を受ける者。場合により幹候と略されることもある。日本陸軍では下士官以上が部隊の幹部という位置づけであった。
1927年（昭和2年）12月に一年志願兵制度を改めて幹部候補生制度が定められ、1945年（昭和20年）8月の太平洋戦争（大東亜戦争）終結まで存在した。制定当初は主として予備役将校の養成を目的としたが、1933年（昭和8年）5月の制度改正以後は予備役将校となる教育を受ける甲種幹部候補生と、予備役下士官となる教育を受ける乙種幹部候補生に修業期間の途中で区分された。ここでは幹部候補生の前身である一年志願兵と、1944年（昭和19年）に一般の幹部候補生制度から派生した特別甲種幹部候補生についても述べる。

## 現役と予備役
軍隊は戦争や事変など有事の際には多くの人員を必要とするが、平時には財政上の理由からも必要最小限の規模で運用することが理想である。そこで常備兵力のうち有事と平時とにかかわらず恒常的に軍務につく将兵を現役として定数を制限し、現役期間が満期になった兵や諸事情で現役定限年齢（定年）前に軍務から離れる将校と准士官および下士官は、必要な時のみ軍隊に召集される予備役に編入し、いわゆる「在郷軍人」として民間で生活させることで調整をする。
兵の場合は毎年一定数が徴集され現役兵となり、平時であれば陸軍は2年、海軍は3年（1927年の兵役法施行以前は陸軍3年、海軍4年）で現役が満期となるため除隊して自動的に予備役へ編入することで相当の人員が確保される。これに対し将校は通常の課程を経て現役将校となる者がもともと少なく、さらに少尉や中尉といった階級で予備役となる者は健康理由などごく一部であり、十分な有事召集要員が確保できない。そのため現役将校を養成するのとは別に、最初から予備役将校あるいは予備役下士官となることを前提とした補充課程が必要であった。

## 沿革

### 一年志願兵制度による予備役幹部補充
1889年（明治22年）1月、明治政府は改正徴兵令（法律第1号）第1条から第3条により満17歳より満40歳までの男子はすべて兵役に服する義務があり、兵役は常備兵役、後備兵役および国民兵役とすると定め、さらに常備兵役を現役と予備役に分けた。この時に1883年（明治16年）の改正徴兵令で認められたいくつかの徴兵に関する優遇規定は廃止されたが、ドイツの制度を参考にした一年志願兵は条件を若干変更しながらも第11条と第35条で特例として残った。一年志願兵となるには満年齢17歳以上26歳以下で次のいずれかに相当する者に資格があった（1889年1月改正時）。
- 官立学校[* 4]の卒業証書を持つ者。
- 府・県立師範学校の卒業証書を持つ者。
- 中学校または中学校と同等以上の学校[* 5]の卒業証書を持つ者。
- 法律学・政治学・理財学を教授する私立学校[* 6]の卒業証書を持つ者。
- 陸軍試験委員の試験に及第した者。

上記の資格条件のうちいずれかを満たし、なおかつ兵役に服する間の食料、被服、装具等の費用を自己負担して志願する者は、通常一般の陸軍兵卒が3年間の現役、4年間の予備役を課せられるのに対し、現役期間1年、予備役2年に低減された。学識のある者には国の財政的負担を肩代わりさせる条件つきで特権を与えたのである。
同年2月公布の一年志願兵条例（勅令第14号）により、一年志願兵は兵科と衛戍地（えいじゅち：部隊の所在地）を選ぶことができ、毎年12月1日に入隊と定められた。被服、装具、武器、弾薬等は部隊から現品を支給されるが、修理費として60円を前納しなければならず、騎兵は前記のほかに馬と馬具の経費としてさらに80円を納めるとされた。一年志願兵は特別に徽章をつけ雑役を免じられて営外に居住しながら部隊に通勤できるが、居住の費用と食費は自己負担であり、また兵役の間は無給であった。
一年志願兵のうち「勤務ニ熟達シ且品行方正ニシテ予備士官ノ教育ヲ授クルニ堪フ可キ」と認められた者は入隊から6か月で上等兵に進級し、隊内で特別教育をされながら下士官と同様の勤務をしたのち満期の際に学科と実地の試験を受け、及第者は終末試験及第証書を授けられ二等軍曹として予備役に編入される。予備役将校の補充が必要とされる場合は、前述の終末試験及第証書を持った一年志願兵出身者を予備役編入の翌年に最低3か月予備見習士官として勤務演習に召集し、最後に試験を行って及第した者を予備少尉として任官させ、試験に落第した者は曹長または一等軍曹となった。一年志願兵は憲兵科・屯田兵科以外の各兵科に置かれ、軍吏部（後の経理部）、衛生部、獣医部の予備役幹部となる者も関連する兵科に入隊した。
1893年（明治26年）、一年志願兵条例の改正（勅令第73号）により一年志願兵は原則として兵営に居住し被服、弾薬等の費用と兵器修理費として62円のほかに糧食費として38円を納め、騎兵はさらに75円を納めると改められた。その後、一年志願兵出身の予備役将校の有用性は日露戦争での投入事例により確固たるものとなる。何度かの条例改正ならびに新条例により兵科や衛戍地選択の自由が無くなり、納付する諸費は物価に合わせ上昇し、予備役期間は最終的に6年4か月まで延長するなど細部を変更しながらも、明治から大正時代を経て1927年（昭和2年）に廃止されるまで一年志願兵制度は存続した。最終期の一年志願兵として1928年（昭和3年）に各兵科の予備役少尉あるいは各部の予備役少尉相当官に任官する資格を得た者は兵科が3818名、各部が588名である。
ほかに1889年11月の改正徴兵令（法律第29号）で定められた師範学校を卒業した教員に限定される六週間現役兵の制度が、1919年（大正8年）12月より一年現役兵と改められた。一年現役兵は現役満期の際に軍曹に任じられ国民兵役へ編入されるが、予備役将校となることを希望する者は志願により一年志願兵と同様に終末試験を受けることが1927年の廃止まで可能であった。

### 幹部候補生制度（旧制）
1927年（昭和2年）、徴兵令が改正され兵役法（法律第47号）として12月1日より施行された。新たな法律では一年志願兵の規定が無くなり、兵役法施行令（勅令第330号）によって一年志願兵条例も廃止された。かわって予備役士官の補充には同時に施行された改正陸軍補充令 （勅令第331号）第52条で幹部候補生制度が定められたのである。ただしこの時点での幹部候補生は修業期間中の食料、被服、装具等の費用を自己負担することが定められ、なおかつ原則では無給（演習召集と戦時または事変の際を除く）であり、一年志願兵の制度を色濃く残したものであった。
幹部候補生は各兵科および経理・衛生・獣医の各部に設定された。幹部候補生の有資格者は年齢17歳以上28歳未満（志願する年の12月1日時点）で陸軍大臣の定める身体検査に合格のうえ規定の条件を備えた者が該当し、かつ配属将校が行う学校教練の検定に合格し、予備役および後備役士官となることを志願する者とされた。配属将校とは1925年（大正14年）、陸軍現役将校学校配属令（勅令第135号）により、官立と公立の中等教育以上の学校に男子生徒・学生の教練を指導するため配属が定められた現役将校である。幹部候補生の資格条件は次のとおり（1927年12月時点）。
各兵科
次のいずれかひとつに該当し、最終学歴の学校教練検定に合格していること。
- 配属将校が在職する学校（研究科、選科等の別科を除く）を卒業した者。
- 配属将校が在職する高等学校高等科、または大学令による大学の予科1年の課程を修了した者。
- 配属将校が在職する陸軍大臣が高等学校高等科と同等以上と認めた学校の予科1年の課程を修了した者。

各部
兵科幹部候補生と同様の条件を満たし、かつ次の条件を備えること。
- 経理部 ― 法律、経済、商業いずれかに関する学科の専門学校または同等以上の学校を卒業した者。
- 衛生部 ― 軍医：医師免許を有するか受ける資格のある者。薬剤官：薬剤師免許を有するか受ける資格のある者。
- 獣医部 ― 獣医師免許を有するか受ける資格のある者。

上に挙げた条件に適合する志願者から選抜のうえ幹部候補生が採用され、陸軍大臣の定めた部隊に入営し部隊内で予備役士官として必要な勤務と軍事学を習得した。幹部候補生は襟に特別徽章を付け、食事は将校団と共にすることを許されていた。
幹部候補生の入営修業期間は学歴によって2種類に分けられる。高等教育機関卒業者は10か月（志願した年の翌年2月1日入営）、それ以外の者は1年間（志願した年の12月1日入営）であった。さらに入営後の階級も各自が修了した教育程度によって区分されていた。1927年時点で改正陸軍補充令に定められた修業期間区分と、与えられる階級の基準は次のとおりである。
修業期間10か月の幹部候補生
- 大学の学部または予科、あるいは高等学校高等科を卒業した者。
- 専門学校、高等師範学校、または両者と同等以上の学校を卒業した者。
- 中学校卒業を入学程度とする修業年限2年以上の学校を卒業した者。

修業期間1年間の幹部候補生
- 上記以外の者。

修業期間10か月の幹部候補生
- 大学学部を卒業した者 ― 入営時に一等卒、入営2か月後上等兵、同4か月後伍長、同6か月後軍曹、同8か月後曹長。
- それ以外の者 ― 入営時に一等卒、入営後3か月後上等兵、同6か月後伍長、同8か月後軍曹。

修業期間1年間の幹部候補生
- 入営時に二等卒、入営後2か月後一等卒、同5か月後上等兵、同8か月後伍長、同10か月後軍曹。

上述の階級（各部の幹部候補生は、その部で一等卒から曹長までに相当する階級）を経て修業期間を終えた幹部候補生は終末試験を受け、その成績と平素の勤務成績によって合格・不合格を決定した。合格者はさらに銓衡（せんこう）会議のうえ兵科は少尉、各部はそれぞれの少尉相当官に任じられる資格を得て、幹部候補生のまま予備役に編入された。また不合格者も下士官に適すると判断された場合、そのままの階級で予備役に編入された。

### 幹部候補生制度（甲乙種制）
1931年（昭和6年）9月、満州事変が勃発すると、陸軍中央は大正末期から昭和にかけて質的改善のかわりに量的削減（いわゆる軍縮）を行ってきた軍備整理の方向を転換し、時局に沿った軍備充実が図られていった。
1933年（昭和8年）5月1日施行の陸軍補充令改正（勅令第71号）により、幹部候補生制度は変更を受けた。新制度では食料、被服、装具等の費用を自己負担とする文言がなくなり、幹部候補生には手当が支払われた。その一方で、新たに「現役兵トシテ概ネ三月以上在営シタル者」という条件が定められている。これにより幹部候補生は民間の有資格者の中から採用したのち各部隊に入営させるのではなく、徴兵検査時に幹部候補生志願を行い、現役兵として入営後3か月以上を経た者が選抜のうえ採用されるようになった。幹部候補生となる資格は次のとおりである（1933年5月時点）。
各兵科（技術に従事すべき者を除く）
次のいずれかひとつに該当し、軍学校、商船学校以外の卒業者は最終学歴の学校教練検定に合格していること。
- 配属将校が在職する学校（研究科、選科等の別科を除く）を卒業した者。
- 配属将校が在職する高等学校高等科、または大学令による大学の予科1年の課程を修了した者。
- 配属将校が在職する陸軍大臣が高等学校高等科と同等以上と認めた学校の予科1年の課程を修了した者。
- 陸軍士官学校予科、海軍兵学校、海軍機関学校、または海軍経理学校の1年の課程を修了した者。
- 文部省直轄商船専門学校の席上課程を修了した者。

技術に従事すべき各兵科、および各部
上に挙げた技術従事以外の兵科幹部候補生と同様の条件を満たし、かつ次の条件を備えること。
- 各兵科（技術従事） ― 工学または理学の学士、または工業に関する学科の専門学校を卒業した者。
- 経理部 ― 法律、経済、商業いずれかに関する学科の専門学校または同等以上の学校を卒業した者。
- 衛生部 ― 軍医：医師免許を有するか受ける資格のある者。薬剤官：薬剤師免許を有するか受ける資格のある者。
- 獣医部 ― 獣医師免許を有するか受ける資格のある者。

幹部候補生に採用された兵はただちに一等兵の階級を与えられ、採用から3か月で成績により予備役士官となる甲種幹部候補生（場合により甲幹と略される）と、予備役下士官となる乙種幹部候補生（場合により乙幹と略される）に区分された。その後、陸軍大臣の定めにより部隊あるいは官衙でその本務に必要となる勤務と軍事学を習得する。幹部候補生の修業期間は入営前の学歴による差がなくなり、甲種、乙種ともに入営日より起算し満1年までとされ、期間中の階級付与は次のとおり規定されていた（1933年5月時点）。
幹部候補生
現役兵として入営後3か月以上で採用時に一等兵の階級が与えられる。採用後3か月で甲乙種に区分。
- 甲種幹部候補生

区分時に上等兵、2か月後伍長、2か月後に軍曹に進む。入営日より1年で満期。
- 乙種幹部候補生

区分時に上等兵に進み、下士官に必要な教育を受ける。入営日より1年で満期。
甲種幹部候補生は修業期間の終りに終末試験を受け、その成績と平素の勤務成績により合格・不合格を決定した。合格者はさらに銓衡会議により将校（各部の場合は将校相当官）となる可否の決定を受け、予備役に編入される。可とされた甲種幹部候補生は入営した年の翌々年に召集され入営前の学歴区分により1か月または2か月のあいだ予備役見習士官として士官勤務に服し、勤務が修了すると士官（各兵科は少尉、各部の場合は少尉相当官）に任じられる資格を得ることができた。乙種幹部候補生は下士官に任じられる資格を得て予備役となった。

### 幹部候補生制度（甲乙種制）甲種集合教育
1937年（昭和12年）7月の盧溝橋事件を発端とした日中戦争（支那事変）が始まると、陸軍では大規模な動員が行われた。部隊の幹部である将校と下士官は現役のみでは賄えないため、予備役将校、下士官の重要性が強く認識されるようになった。動員により出征した幹部候補生（あるいは一年志願兵）出身の予備役将校には優秀な者もいたが、現役将校と比べ指揮官としての任に堪えられるかが疑わしい者もあった。陸軍中央は1年の幹部候補生修業期間では複雑化した戦闘を指揮し、進歩した兵器ならびに器材を運用する能力の付与には困難であり、将校を養成する教育を各個の部隊に委任した点も原因であると判断した。
同年12月、従来の制度により各部隊内で修業を終え現役満期となった甲種幹部候補生は、そのまま引き続いて予備役見習士官として召集され、豊橋陸軍教導学校、陸軍歩兵学校、陸軍工兵学校、陸軍経理学校などで翌年1月より5月まで集合教育を受けた。このとき初めて集合教育を受けた甲種幹部候補生が第1期とされ、以後の甲種幹部候補生は期ごとに数えられる。
1938年（昭和13年）4月、陸軍補充令の改正（勅令第137号）により幹部候補生制度は再び大きな変更を受けた。改正理由書には「幹部候補生ノ能力向上ノ為之ニ学校教育ヲ施シ且二年修業制ト為シ又下士官ノ補充源ヲ拡張スル等改正ノ要アルニ由ル」と記されている。より広範囲からの人員に、より即戦力となる充実した教育を行うためである。
幹部候補生となる第一の条件は「兵トシテ概ネ四月以上在営（召集ニ依リ部隊ニ在ル場合ヲ含ム以下之ニ同ジ）シタル者」と現役兵のみから補充兵などにまで範囲が広がり、同時に兵としての基礎教育を3か月から4か月へと1か月多く費やすよう設定した。ほかに採用の資格としてそれまで高等教育機関である専門学校以上の卒業を条件としていた兵科の技術従事幹部候補生と経理部幹部候補生を、中等教育である実業学校以上の卒業者に緩和した。さらに経理部では採用資格条件となる学科の範囲を従来より広げた。幹部候補生の資格条件は下のとおりである（1938年4月時点）。
各兵科（技術に従事すべき者を除く）
次のいずれかひとつに該当し、軍学校、商船学校以外の卒業者は最終学歴の学校教練検定に合格していること。
- 配属将校が在職する学校（研究科、選科等の別科を除く）を卒業した者。
- 配属将校が在職する高等学校高等科、または大学令による大学の予科1年の課程を修了した者。
- 配属将校が在職する陸軍大臣が高等学校高等科と同等以上と認めた学校の予科1年の課程を修了した者。
- 陸軍士官学校予科、海軍兵学校、海軍機関学校、または海軍経理学校の1年の課程を修了した者。
- 文部省直轄商船専門学校の席上課程を修了した者。

技術に従事すべき各兵科、および各部
上に挙げた技術従事以外の兵科幹部候補生と同様の条件を満たし、かつ次の条件を備えること。
- 各兵科（技術従事） ― 工学または理学の学士、または工業に関する学科の専門学校を卒業した者。

工業学校を卒業した者も上記の規定に準じる。
- 経理部 ― 法律、経済、商業、工業、農業に関する学科の専門学校または同等以上の学校を卒業した者。

ただし工業は建築、土木、応用化学、染色、紡績に関する学科、農業は農芸化学に関する学科に限る。
商業学校を卒業した者、工業学校または農業学校を卒業し、主として建築、土木、応用化学、染色、紡績、または農産製造に関する学科を修業した者も上記の規定に準じる。
- 衛生部 ― 軍医：医師免許を有するか受ける資格のある者。薬剤官：薬剤師免許を有するか受ける資格のある者。
- 獣医部 ― 獣医師免許を有するか受ける資格のある者。

1937年の幹部候補生採用数は兵科、各部の合計が6160名（そのうち甲種採用は4440名）であったのに対し、新制度の幹部候補生採用数は1938年が9511名（甲種5601名）、1939年が1万7666名（甲種1万995名）となった。
甲種幹部候補生は従来の各部隊内での教育から集合教育にかわり、新たに設立された陸軍予備士官学校をはじめとする各種の軍学校など（後述）でおよそ11か月の教育を受けると定められた。ただし航空兵科は特に高度な技能教育が必要となる者が大半のため、甲乙種区分前に所定の航空関係諸学校に入校し独自課程による教育を受けた。また兵科の技術従事幹部候補生は採用後ただちに陸軍造兵廠でおよそ1年間の教育を受けるとされた。各部の幹部候補生はそれぞれの職務に応じて所定の期間を学校あるいは官衙、部隊で集合教育を受けた。
改正によるもうひとつの主な変更点は、幹部候補生の修業期間である。それまで幹部候補生制度は一年志願兵制度の頃と大差なく修業期間が1年程度であり、一般兵よりも短かった。それを現役の新兵から採用された者は入営日から満2年まで、その他の兵から採用された者は採用から1年8か月と延長した。
1938年4月時点で改正陸軍補充令により定められた幹部候補生の過程と、与えられる階級は次のとおりである。
幹部候補生
兵として在営4か月以上。採用時に一等兵、採用後に部隊教育2か月で上等兵、採用後3か月で甲乙種に区分。
- 甲種幹部候補生

原則として学校で教育。区分後1か月で伍長、さらに3か月後（採用から通算7か月後）に軍曹、教育修了後に曹長へ進み見習士官。
- 乙種幹部候補生

原則として部隊で教育。区分後4か月で伍長。区分後1年で試験、優秀者は軍曹。
教育課程を修了した各兵科および各部の甲種幹部候補生は曹長の階級に進み、部隊等で見習士官として初級将校の勤務を習得する。およそ4か月後に所属先の将校団による銓衡会議で可決されると、少尉に任官し予備役に編入された。乙種幹部候補生は採用後およそ1年3か月の後に試験を行い、その成績と平素の勤務成績により優秀者は軍曹となり予備役に編入された。

### 幹部候補生制度の終了まで
前述の学校教育・二年修業制となった陸軍補充令改正以後、1939年（昭和14年）からは幹部候補生の制度に大きな変更は行われなかったが、1940年（昭和15年）3月より衛生部に歯科医官が定められた。また同年9月にはそれまでの「各兵科の技術従事者」が技術部に改まり、1942年（昭和17年）4月に法務部が新設され、それぞれ幹部候補生を採用した。当該部の幹部候補生の資格は次のとおりである。
衛生部・技術部・法務部
兵科幹部候補生と同様の条件を満たし、かつ次の条件を備えること。
- 衛生部 （1940年3月以降）― 軍医：医師免許を有するか受ける資格のある者。薬剤官：薬剤師免許を有するか受ける資格のある者。歯科医官：歯科医師免許を有するか受ける資格のある者。
- 技術部（1940年9月以降） ― 工学または理学の学士、あるいは工業に関する学科の専門学校を卒業した者。実業学校令による工業学校を卒業した者も前者に準じる。
- 法務部（1942年4月以降） ― 司法官試補となる資格のある者。

法務部の幹部候補生は1942年4月に定められた法務部幹部候補生教育規則（陸普第2469号）で甲乙種の種別がなく、採用された幹部候補生はすべて法務部将校となる教育を受けた。また衛生部において乙種幹部候補生が存在せず甲種のみであったとする、一個人の体験をもとにした著作も確認されるが、制度上は衛生部幹部候補生教育規則（昭和9年陸達第7号、昭和13年陸普第2453号、昭和17年陸普第2907号）により予備役衛生部下士官となる乙種幹部候補生が規定されている。1945年（昭和20年）における幹部候補生の場合「昭和二十年度幹部候補生ノ採用、取扱等ニ関スル追加ノ件達」（陸密第682号）では、同年の第一次、第二次採用者のうち兵科はおよそ50パーセントが甲種、経理部はおよそ60パーセントが甲種、衛生部は軍医が「予備役将校タルニ適スト認ムル者」の条件つきで全員が甲種、薬剤官と歯科医官はおよそ90パーセントを甲種に区分すると定められた。
日中戦争の長期化、および1941年（昭和16年）12月の太平洋戦争開戦以降、戦局は深刻なものとなり、不足する将校と下士官を補充するため幹部候補生は大量に採用された。昭和18年度（1943年4月より1944年3月）における甲種幹部候補生の採用数は第一次（10月10日甲種決定）が9109名、第二次（11月20日甲種決定）が3562名である。それに加え同年度は10月に施行された在学徴集延期臨時特例（勅令第755号）により12月1日に入営または応召した（いわゆる「学徒出陣」）高等教育機関出身者からもさらに幹部候補生を採用した。また将校および下士官の需要を早急に満たすため幹部候補生の修業期間は適宜短縮されている。修業中の階級に関しても1944年（昭和19年）4月の陸軍補充令改正（勅令第244号）で幹部候補生採用時に上等兵の階級が与えられ、採用後およそ2か月で兵長に進むと改められた。
1945年（昭和20年）8月、日本政府はポツダム宣言を受諾し、8月15日に太平洋戦争の終戦に関する玉音放送がされた。8月18日、大陸命第1385号により全陸軍は「与エタル作戦任務ヲ解ク」とされ、幹部候補生制度は終了した。甲種幹部候補生は第13期が入校あるいは幹部候補生隊に入隊して間もなくのことであった。制度の根拠となっていた陸軍補充令は1946年（昭和21年）6月14日施行の「陸軍武官官等表等を廃止する勅令」（勅令第319号）により廃止された。

## 甲種幹部候補生の教育施設
学校教育・二年修業制への変更で甲種幹部候補生は軍学校に派遣しての教育が原則となったが、派遣先は兵科、部により様々であった。また兵科、部が同じであっても時局や幹部候補生が所属する部隊の所在地によって異なる場合があった。以下は1938年（昭和13年）から1945年（昭和20年）までに幹部候補生の教育が行われたと確認できる派遣先である。
各兵科
歩兵科の派遣先は陸軍予備士官学校がもっとも一般的であるが、候補生の総数に対して学校の規模が十分でなく、改正陸軍補充令附則第5条にもとづいて陸軍歩兵学校、陸軍教導学校などの施設を利用して教育する場合があった。
ほかに兵科・兵種によっては陸軍騎兵学校、陸軍戦車学校（のちに千葉陸軍戦車学校と改称）、陸軍公主嶺学校、四平陸軍戦車学校、陸軍野戦砲兵学校、陸軍重砲兵学校、陸軍防空学校（のちに千葉陸軍高射学校と改称）、陸軍工兵学校、陸軍通信学校、陸軍自動車学校（のちに陸軍機甲整備学校と改称）、陸軍輜重兵学校、陸軍習志野学校などの校内に幹部候補生隊を編成して教育をした。
航空兵科は甲種幹部候補生だけに限らず乙種幹部候補生も学校教育を基本として陸軍航空技術学校、仙台陸軍飛行学校その他の航空関連諸学校で専門教育を行った。
陸軍の諸学校以外にも陸軍船舶練習部、陸軍鉄道練習部、陸軍陸地測量部などへ派遣されて教育を受ける者もあった。また遠隔地の部隊に所属した幹部候補生には南方軍では南方軍幹部候補生隊、支那派遣軍では保定幹部候補生隊、緬甸(ビルマ)方面軍では緬甸幹部候補生隊、関東軍では奉天甲種幹部候補生隊などを組織して集団教育にあたった。極端な例では関東軍が「予備士官学校」を満州国牡丹江省石頭に独自に設置して甲種幹部候補生を教育したという記述が一部に確認できるが、これは通称であり正式には「関東軍歩兵第二下士官候補者隊」（満州第604部隊）が編成を増強して甲種幹部候補生を入隊させ教育したものである。
各兵科（技術従事）― 1940年より技術部
陸軍造兵廠での教育のほか陸軍工科学校（後に陸軍兵器学校と改称）、陸軍兵器行政本部などでも幹部候補生教育を行った。
各部
経理部は陸軍経理学校、衛生部は陸軍軍医学校、獣医部は陸軍獣医学校、法務部は陸軍法務訓練所など諸学校のほか、遠隔地では南方軍経理教育部、南方軍衛生教育部などを組織して教育した。一部著述に見られる「新京陸軍経理学校」は通称であり、正式には「関東軍経理部幹部教育隊」（満州第815部隊）である。

## 特別甲種幹部候補生

### 制度設立の経緯
1927年（昭和2年）12月の制定以来、幹部候補生制度はすべて兵の階級から順を追って修業教育が行われてきた。一方、航空関係では操縦者に限り予備役将校の補充に1943年（昭和18年）7月、陸軍航空関係予備役兵科将校補充及服役臨時特例（勅令第566号）による特別操縦見習士官の制度が定められた。特別操縦見習士官は飛行機操縦という高度な技能を短期間で修得させるために、優秀な人材源として特に高等教育機関の学歴を持つ者のみを採用するものであった。また兵の階級を経ず採用とともに曹長の階級を持つ見習士官とすることで、身分取扱いを良くして海軍の予備学生制度に対抗し十分な志願者を確保する狙いもあった。
特別操縦見習士官制度は大量の志願者を得ることができたが飛行機操縦者に限定されるものであり、海軍の予備学生制度は飛行科のほか兵科、整備科、機関科があった。海軍にならい、陸軍でも地上の兵科および経理部の予備役将校補充の特例を制定することとなった。

### 特別甲種幹部候補生制度
1944年（昭和19年）5月、陸軍兵科及経理部予備役将校補充及服役臨時特例（勅令第327号）が施行された。これにもとづき高等教育機関に在学する陸軍外部の志願者の中から選抜され、兵の階級を経ずに兵科または経理部の予備役将校となる教育を受ける者が特別甲種幹部候補生であり、場合により特甲幹と略された。太平洋戦争が切迫した戦局であり従来以上に急速に予備役将校を補充するために、速成教育に対応する能力があり、なおかつ将校の地位にふさわしいという条件を満たすよう採用資格を次のように規定した（1944年5月時点）。
兵科（憲兵および飛行機操縦者を除く）
次のいずれかひとつに該当し、配属将校の行う教練検定に合格していること。
- 大学令による大学の学部、または予科に在学する者。
- 高等学校高等科に在学する者。
- 高等師範学校、師範学校本科、または青年師範学校に在学する者。
- 陸軍大臣が上記と同等以上と認める学校に在学する者。

経理部
次のいずれかひとつに該当し、配属将校の行う教練検定に合格していること。
- 陸軍補充令第54条第1項第2号に規定する学校を卒業した者。
- 法律、経済、商業、または農業に関する学科の専門学校に在学する者。
- 陸軍大臣が上記と同等以上と認める学校に在学する者。

陸軍補充令第54条第1項第2号に規定する学校とは、法律、経済、商業、工業（建築、土木、応用化学、染色、または紡績に限る）、または農業（農芸化学に限る）に関する学科の専門学校、あるいは陸軍大臣がこれらと同等以上と認める学校のことである。
上述の勅令では特別甲種幹部候補生の修業期間を1年6か月とし、採用された者は陸軍生徒として兵籍に編入され、陸軍予備士官学校、陸軍経理学校、または陸軍大臣の定める部隊に入校または入隊し、およそ1年間の集合教育を受けるとされた。集合教育の修了後は各部隊に配当され、将校となるのに必要な勤務をおよそ6か月間習得し、将校に適すると認められると少尉に任じられ予備役となる規定であった。修業中に与えられる階級は次のとおりである（1944年5月時点の規定）。
兵科および経理部 特別甲種幹部候補生
入校または入隊時に伍長、6か月後に軍曹。集合教育修了後、部隊配備され2か月（通算1年2か月）後に曹長の階級に進み見習士官。
1944年5月、陸軍省告示第17号で特別甲種幹部候補生（以下、特甲幹と略）の召募が行われた。志願者の資格は上記の学校におよそ1年以上在学し、同年3月31日の時点で満30歳未満の者であった。出願と身体検査は同年6月に行い、身体検査合格者には軍事学と作文の学科試験および口頭試問が7月に行われ採否が決定する。採用者の兵科（兵種）または部の区分は人物、学歴、特技、体格、本人の希望等を考慮し、陸軍の必要にもとづいて最終決定された。
特甲幹第1期採用は1944年10月に1万1000名（歩兵・砲兵のみ）、1945年（昭和20年）1月に7000名（歩兵・砲兵を除く兵科、経理部）の計画であった。さらに1945年2月、陸軍省告示第3号で特甲幹第2期の召募（同年5月採用）が、同年4月には陸軍省告示第16号で特甲幹第3期の召募（同年8月採用）が行われた。

### 制度の実態と終焉
特甲幹第1期のうち1944年10月に採用された者は上述の勅令により約1年の集合教育を予定していたが、戦局の悪化により10か月に短縮し、階級も当初6か月後の予定を早め1945年3月に軍曹に進んだ。その後さらに集合教育期間の短縮がされ、最終的には採用から8か月後の1945年6月に各地の陸軍予備士官学校を卒業し、卒業と同時に曹長の階級に進み見習士官となり、将校勤務を命じられた。これは本土防衛の新兵備計画による、いわゆる「根こそぎ動員」とされる大量の部隊編成にともなう指揮官補充の必要によるものである。第1期で1945年1月に採用された者は5か月後の同年6月に軍曹の階級に進み、集合教育は同年9月までを予定していた。
1945年8月、太平洋戦争は終戦となり、8月18日の大陸命第1385号により特甲幹の修業は中止された。すでに見習士官として部隊で将校勤務をしていた第1期前年10月採用者は8月19日の陸人電第6541号「従前ノ規定ニ拘ラズ八月十九日現在見習士官タル者ハ八月二十日附任官発令差支ナシ」にもとづき、少尉任官が可能となった。第1期1945年1月採用者、ならびに第2期、第3期は軍曹または伍長の階級のまま集合教育期間中であった。

## 士官候補生等との相違点
陸軍には幹部候補生以外にも「候補生」の名称を持つ将校または下士官補充要員の制度がいくつか存在した。その各制度の概要と、幹部候補生制度との主な相違点は次のとおりである。

### 士官候補生
1887年（明治20年）に初めて定められ、陸軍幼年学校を卒業するか中学校などから志願のうえ試験に合格して陸軍士官学校で各兵科現役将校となる教育を受ける者が士官候補生であった。1920年（大正9年）以降は陸軍士官学校の予科、1937年（昭和12年）からは陸軍予科士官学校を卒業した者が士官候補生とされ、陸軍士官学校あるいは1937年に当初分校として開校した陸軍航空士官学校（航空兵科のみ）で本科教育を受けた。また1935年（昭和10年）より陸軍経理学校の予科を卒業した者は経理部士官候補生とされ、引き続き同校で本科教育を受けた。
士官候補生は、いわゆる「職業軍人」となる現役将校を補充する点が、はじめから予備役将校の補充を目的とする幹部候補生とは根本的に異なり、修業期間も幹部候補生より長く設定されていた。現役将校は少尉候補者など士官候補生以外からも補充されたが、事実上陸軍将校の本流は士官候補生出身者のみといえる。

### 軍医候補生
1933年（昭和8年）に臨時特例として定められ、医師法（旧制医師法、1942年11月以後は国民医療法施行令）第1条第1項各号のいずれかに該当する32歳未満の志願者の中から短期現役の軍医となる教育を受ける者が軍医候補生である。満州事変の勃発により陸軍軍医の欠員を急速に補充するために設けられた。軍医候補生は採用後ただちに二等看護長（1937年以後の階級名は衛生軍曹）の階級となり、さらに見習医官（同衛生部見習士官）を命じられ、合計で約2か月間歩兵連隊に在営し、その本務に必要な勤務および軍事学を習得する。年齢条件、採用時にあたえられる階級、修業期間、予備役ではなく短期現役の軍医を補充する点などが衛生部の幹部候補生とは異なっていた。

### 操縦候補生
1935年（昭和10年）に定められ、高等教育機関を卒業し、かつ軍隊外で飛行機操縦の検定に合格するか飛行機操縦士免状を持ち、航空兵科の予備役操縦将校となるため1年間の教育を受ける者が操縦候補生である。採用後ただちに一等兵の階級を与えられ、順を追って曹長の階級まで進み見習士官として将校勤務を習得したのち少尉に任官し予備役に編入される。学歴の最低条件、飛行機操縦技能を民間であらかじめ習得しているうえで軍に入る点などが幹部候補生とは異なっていた。

### 技術候補生
1939年（昭和14年）に臨時特例として定められ、大学の工学部または理学部、あるいは工業に関する専門学校を卒業した30歳未満の志願者の中から短期現役の技術将校となる教育を受ける者が技術候補生である。1919年（大正8年）に定められた「技術将校タルベキ士官ニ任ズル見習士官」の制度を補強するため、技術候補生出身の短期現役将校により増員をはかった。
技術候補生は採用後ただちに軍曹の階級を与えられ、約２か月後に曹長の階級に進み見習士官として将校勤務を習得したのち大学の卒業者は中尉に、専門学校の卒業者は少尉に任官した。学歴および年齢の条件、採用時に与えられる階級、修業期間、予備役ではなく短期現役将校を補充する点などが各兵科の技術従事幹部候補生（1940年の技術部設立以後は技術部の幹部候補生）とは異なっていた。現役の技術将校はもともと定数が多くないために技術候補生の採用は少数であった。

### 特別幹部候補生
1943年（昭和18年）12月に臨時特例として定められ、15歳以上20歳未満の志願者の中から短期現役下士官となる教育を受ける者が特別幹部候補生である。場合により特幹と略された。太平洋戦争後半に航空、船舶、通信など特殊な技能教育が必要な兵種に限定して、中学校3年修了程度の学識を持つ少年のうち試験合格者を採用し比較的短期間の教育で下士官に任官させた。現役の下士官を補充する点、学歴の条件が一切ないこと、設定された制限年齢などが幹部候補生（乙種幹部候補生）、あるいは特別甲種幹部候補生とは異なっていた。「特別乙種幹部候補生」という名称ではないことに注意。

### 予備候補生
1944年（昭和19年）4月に定められ、航空機乗員養成所、無線電信講習所、朝鮮総督府交通局高等海員養成所のいずれかの卒業者の中から志願により予備役将校または下士官となる教育を受ける者が予備候補生である。予備役将校となる者は甲種予備候補生として採用後ただちに軍曹の階級となり8か月、予備役下士官となる者は乙種予備候補生として採用後上等兵の階級となり6か月の教育を受け、それぞれ修業期間満了後に任官した。航空、通信、船舶という特定の兵種に限定され、特殊技能を民間の学校であらかじめ習得しているうえで軍に入る点などが幹部候補生とは異なっていた。

## 幹部候補生制度の性質

### 幹部候補生の取扱い
幹部候補生は兵籍の上では生徒に分類され（陸軍補充令第115条）、兵籍が軍人である一般の兵や下士官とは取扱いに違いがあった。一般の軍人の場合、兵は二等兵から上等兵、兵長までを「命」ぜられ、下士官、准士官、将校はその階級、すなわち伍長以上を「任」ぜられる。それに対して幹部候補生は採用された時点で規定の二等卒（旧制幹部候補生、修業期間1年の者）、一等兵、あるいは伍長（特別甲種幹部候補生）等の「階級を与え」られる点が異なる。階級が上がっても与えられた階級を進めているだけで幹部候補生の身分はあくまでも幹部候補生であり、階級は二義的なものであった。呼称においても一般の兵、下士官等が「佐藤上等兵」「田中伍長」など姓と階級で呼ばれ、また自称するのに対し、幹部候補生の場合は「山本候補生」などとなる。
「第一中隊の誰かっ」
軍曹は私をにらんでにくにくしげにどなった。
「第三区隊の脇田候補生です」
私は直立不動になって答えた。—中村八朗『ある陸軍予備士官の手記』上巻67頁
給与に関しても軍人として兵籍にある者は階級に応じた金額の俸給が支給されるが、幹部候補生は見習士官になるまでは階級にかかわらず定額の手当金である。例として1943年（昭和18年）8月より施行された大東亜戦争陸軍給与令（勅令第625号）の場合、一等兵の月給が9円、兵長13円、伍長20円であるのに対し、幹部候補生の手当金は月額9円であった。

### 任官以後
幹部候補生は修業期間が満了すると予備役に編入されるため、大規模な動員がされない時局であれば軍務から離れるのが当初の原則であった。しかし1937年（昭和12年）7月に勃発した日中戦争から太平洋戦争の終結にいたるまで日本は常に有事となり、幹部候補生から任官した将校あるいは下士官は予備役編入と同時に臨時召集という書類上の手続きがされ、継続して軍務につくことが通常となった。
軍隊の人事は召集された予備役より現役が優先されるため、兵科幹部候補生出身者は官衙、軍学校あるいは師団等の司令部などよりも主に部隊に配置され、進級も現役に比べて遅かった。ただし予備役であっても召集によらず軍務につくことを志願する特別志願将校となった場合は現役に準じた扱いとなり、さらに1939年（昭和14年）10月に「幹部候補生等ヨリ将校ト為リタル者ノ役種変更ニ関スル件」（勅令第731号）が施行されて以後は陸軍憲兵学校、陸軍予科士官学校（後に陸軍士官学校での丁種学生教育に変更）、陸軍航空士官学校、陸軍工科学校などの諸学校であらためて学生教育を受ける予備役将校は、現役に転役することが可能となった。
1939年時点で兵科の中尉および少尉の7割以上が幹部候補生出身の予備役将校であり、陸軍部内文書においても「現下国軍下級将校ノ主力ハ幹部候補生出身将校」という文言が確認できる。太平洋戦争終了時の甲種幹部候補生出身将校は、通算で約20万人といわれ、特に損耗率が高い戦地の部隊附下級将校は、幹部候補生出身者の主要な配置先となる場合が多かった。

### 幹部候補生に対する評価
幹部候補生出身の予備役将校は軍歴の長い下士官や兵から見て、士官候補生出身の現役将校と比べ教育期間が短く、また入営時には一般兵と同じ立場であったこともあり、概して軽侮されがちな傾向であったという著述が散見される。士官候補生出身の現役将校を「実弾」「実包」あるいは「本ちゃん」と呼び、一方の幹部候補生出身の将校を「空砲」「擬製弾」と呼ぶ例などがある。
連隊にはたくさんの将校がいたが、ほとんどが予備士官学校出の将校であった。
予備士官学校出というと、いわば半プロで（後略）。
さて“実包”の方はこれとは違う。小学校から幼年学校へと学び、それから士官学校と歩み続けて、軍人としてのプロの道を勉強してきた者である。正真正銘、まじりっ気なし、純金の将校である。バリバリの職業軍人なのである。—春風亭柳昇『陸軍落語兵』69頁
兵隊達は、本当の士官学校を出て来たいわゆる職業軍人の将校達には頭が上らなかった。彼らを「本ちゃん」と称しておそれていたのだ。しかし、それまで連隊で特別教育を受けて候補生から昇進して予備役の少尉になった我々の先輩の予備役将校達には、「疑製弾」と称して小馬鹿にしていたのだ。—中村八朗『ある陸軍予備士官の手記』上巻16頁

また軍服の襟に着用する特別徽章は制度開始以来、士官候補生とその出身の見習士官が星（五芒星）のみであるのに対し、幹部候補生とその出身の見習士官は差別化され円形の台座に星を配置したデザインから、徽章そのもの、あるいは着用した幹部候補生や見習士官を「座金」と揶揄する場合もあった。
しかし、この星には、まるい座金がついていて、厳密に区別された。つまり、一般の大学出身の幹部は「ザガネ」と呼ばれ、また「空砲」と呼ばれた。—村上兵衛『桜と剣』224頁
1943年（昭和18年）10月、陸軍服制の改正（勅令第774号）により特別徽章が変更され、星（五芒星）を桜の枝葉が囲む共通のデザインになったが、徽章の色は士官候補生と出身の見習士官が金色、甲種幹部候補生と出身の見習士官が銀色に差別化された。
幹部候補生やその出身将校に対する評価の原因となったものは、主として本人の資質とは別の制度上の問題である。1944年（昭和19年）、新たに特別甲種幹部候補生の制度が作られた際には「従来ノ幹部候補生ニ在リテハ統率力特ニ指揮権承行ノ厳粛ニ付テ十分ナラザルモノアリ而シテ其ノ原因ノ最大ナルモノハ（中略）一般兵ヨリ選抜スル点ニ在ル」と、従来の幹部候補生に対する「少し前まではただの兵隊」という認識を改革する点も考慮されていたことがうかがえる。